# Olaf il Bianco
Olaf il Vichingo (fl. IX secolo) è stato un re del mare vichingo che visse nella tarda metà del IX secolo.
Nacque attorno all'820, forse in Irlanda. Suo padre era un signore della guerra vichingo-gaelico, Ingjald Helgasson. Olaf viene descritto in alcune fonti come un discendente di Ragnar Lodbrok, vissuto nel VII secolo (secondo la Eyrbyggja saga, il padre di sua madre Thora era la figlia di Sigurðr ormr í auga, uno dei figli di Ragnar).
Olaf fu chiamato re di Dublino attorno all'853. È probabile che durante una parte del suo regno abbia regnato insieme a Ívarr Ragnarsson. Olaf sposò la figlia del sovrano delle 
Ebridi, Ketil Naso piatto. Ebbero un figlio, Thorstein il Rosso, che negli Anni '70 del IX secolo cercò di conquistare la Scozia.